# خاراچی
خاراچی (به لاتین: Kharachi) یک منطقهٔ مسکونی در روسیه است که در داغستان واقع شده‌است.